# Brad Farrow
Bradley William „Brad” Farrow (ur. 5 października 1956 w Vancouver) – kanadyjski judoka. Dwukrotny olimpijczyk. Zajął siódme miejsce w Montrealu 1976 i czternaste w Los Angeles 1984. Walczył w wadze lekkiej i półlekkiej.
Siódmy na mistrzostwach świata w 1983; uczestnik zawodów w 1975, 1979, 1981 i 1985. Triumfator igrzysk panamerykańskich w 1975 i 1979. Brązowy medalista akademickich MŚ w 1982. Zdobył jedenaście tytułów mistrza Kanady w latach 1974-1985.

## Letnie Igrzyska Olimpijskie 1976
| Konkurencja | Eliminacje              | Eliminacje          | Eliminacje              | Repasaże               | Klas. końcowa |
| Konkurencja | Przeciwnik I            | Przeciwnik II       | 1/4                     | Przeciwnik I           | Miejsce       |
| ----------- | ----------------------- | ------------------- | ----------------------- | ---------------------- | ------------- |
| 63 kg       | Kamal Al-Athari (KUW) Z | Ángelo Ruiz (PUR) Z | Chang Eun-kyung (KOR) P | Erich Pointner (AUT) P | 7.            |

## Letnie Igrzyska Olimpijskie 1984
| Konkurencja | Eliminacje              | Eliminacje                | Eliminacje             | Klas. końcowa |
| Konkurencja | Przeciwnik I            | Przeciwnik II             | 1/4                    | Miejsce       |
| ----------- | ----------------------- | ------------------------- | ---------------------- | ------------- |
| 65 kg       | Adel Al-Najadah (KUW) Z | Jesskiel Bikidick (CMR) Z | Marc Alexandre (FRA) P | 14.           |